# Svend Paludan-Müller
Svend Bartholin Paludan-Müller (født 30. oktober 1885 i Mou ved Aalborg, død 26. maj 1944 i Gråsten) var en dansk officer.
Paludan-Müller var søn af sognepræst, forfatter Johannes Nathanael Paludan-Müller (1853-1940) og Henriette Anna Eliza Jensenius (1851-1929). Han blev født i Mou ved Aalborg og voksede op i et præstegårdshjem i Snesere på Sydsjælland. I 1906 blev Paludan-Müller sekondløjtnant og steg siden i graderne til han i 1917 blev kaptajn. I forbindelse med den store reduktion af hæren ved Forsvarsloven af 1922 valgte Paludan-Müller at gå over i reserven. Han drev i nogle år landbrug ved Tølløse på Sjælland og var også en tid ansat på Det Kongelige Bibliotek. I 1930 indtrådte han igen i aktiv tjeneste og blev udnævnt til oberstløjtnant og chef for 28. bataljon. I 1933 søgte og fik han stillingen som næstkommanderende for Grænsegendarmeriet, som var et paramilitært korps hørende under Finansministeriet, og allerede året efter blev han chef for korpset og udnævnt til oberst. Han bosatte sig i Gråsten, hvor Grænsegendarmeriet havde sit hovedkontor. 1926 blev han Ridder af Dannebrog og 1937 Dannebrogsmand.
Paludan-Müller var kendt som en dygtig officer, men samtidig som meget egenrådig og temperamentsfuld, hvilket flere gange bragte ham i vanskeligheder i forhold til sine foresatte og regeringen. Han viste straks fra besættelsens første dage en klart afvisende holdning over for samarbejdspolitikken og undlod ikke at lade denne holdning og sin mening om tyskerne komme til udtryk ved adskillige lejligheder. Han deltog også i det illegale efterretningsarbejde og i 1943-1944 i organiseringen af militære ventegrupper i Sønderjylland.
I de første måneder af 1944 iværksatte besættelsesmagten en bølge af mord og mordforsøg over landet. Blandt ofrene var Kaj Munk og og læge Willy Vigholt. Den 26. maj var turen kommet til grænsegendarmernes chef, Paludan-Müller. I forbindelse med den såkaldte politimesteraktion den 26. maj 1944, hvor et antal højere polititjenestemænd og officerer i Sønderjylland blev anholdt af tyskerne, ville man også have fat i ham. Paludan-Müller var forhadt af tyskerne af flere grunde. Han havde modsat sig, at grænsegendarmerne skulle medvirke i eftersøgningen af engelske flyvere, som var styrtet ned og undsluppet. Ved byjubilæet havde han sagt, at det gode forhold mellem dansk og tysk var ødelagt. Endvidere var han - med rette – mistænkt for at være involveret i dannelsen af illegale militærgrupper og for at skjule våben. Da Gestapo kl. 05.30 om morgenen forsøgte at arrestere Paludan-Müller i sin embedsbolig nær slottet i Gråsten, valgte han at sætte sig til modværge. Han havde på forhånd indrettet loftsetagen i sit hus til forsvar. Der udspandt sig en ildkamp. Under kampen lykkedes det sognepræsten, provst Hvidt, at få udvirket en kort pause, hvorunder han kunne bringe Paludan-Müllers hustru, datter og en husassistent i sikkerhed. Under pausen bad Paludan-Müller provsten om at tilsige ham syndernes forladelse. Det sidste skud i ildkampen blev affyret kl. 8.30, da en tilkaldt tysk sprængningskommando havde sat huset i brand, og obersten brændte inde.
Efter mordbranden gik flagene på halv i Gråsten og alle forretninger lukkede til tyskernes store raseri. Først hen på eftermiddagen fandt de oberstens lig i ruinerne af det nedbrændte hus. Liget blev udleveret til familien efter nogle dage, og tyskerne nedlagde forbud imod, at begravelsen kunne foregå i Sønderjylland. Derfor blev Paludan-Müller begravet i sin barndomsby Snesere. Det anslås at ca. 2.500 mennesker var til hans begravelse fra Snesere Kirke, på trods af at annoncering af begravelsen var blevet forbudt.
I Gråsten er der opført en mindemur for Paludan-Müller på grunden, hvor hans embedsbolig lå. En mindeplade for 41 grænsegendarmer, som omkom under 2. verdenskrig, er i 2009 flyttet fra Gråsten Rådhus til mindemuren for Paludan-Müller, der ligger tæt på Gråsten Slot.

## Gengivelser
Der findes en tegning af Leo Enna fra 1928 (Det kgl. Bibliotek) og en klippet silhouet (sammesteds). Relief af Harald Quistgaard (Frederiksborgmuseet og mindestuen for Paludan-Müller i Frøslev). Relief på mindemur (Gråsten). Fremstillet på nogle tegninger af Paludan-Müllers drab af Andreas Friis, 1952 (Frederiksborgmuseet), forarbejder til et aldrig fuldført maleri. Maleri af samme begivenhed af Jan Willumsen, 1954. Relief på gravsten (Snesere Kirkegård). Fotografier.

## Galleri
- Mindemuren på Slotsbakken